# Mata Hari (chanson d'Anne-Karine Strøm)
Pour les articles homonymes, voir Mata Hari (homonymie).
Chansons représentant la Norvège au Concours Eurovision de la chanson
Touch My Life (with Summer)
(1975) Casanova
(1977)
Mata Hari est la chanson représentant la Norvège au Concours Eurovision de la chanson 1976. Elle est interprétée par Anne-Karine Strøm.

## Melodi Grand Prix
Frode Thingnæs et Philip Kruse sont invités par NRK à écrire une chanson pour le Melodi Grand Prix 1976.
Mata Hari est une demande à Mata Hari, une danseuse et courtisane néerlandaise fusillée pour espionnage pendant la Première Guerre mondiale, de résoudre les problèmes de la vie, notamment sentimentaux.
La chanson est l'une des cinq de la finale norvégienne au NRK Marienlyst à Oslo le samedi 7 février 1976. La chanson est la dernière de la compétition et est interprétée par Gudny Aspaas avec un petit orchestre et Anne-Karine Strøm avec un grand orchestre.
Un jury populaire composé d'un millier de personnes désigne la chanson gagnante. Mata Hari obtient 643 points, presque deux fois plus que la deuxième, Voodoo. Malgré la superbe victoire, la chanson gagnante n'est un succès et n'est pas dans la VG-lista.
La chanson est enregistrée et remaniée en anglais pendant la préparation du concours Eurovision de la chanson comme indiqué dans les règles.

## Eurovision
La chanson est la neuvième de la soirée, suivant The Party's Over interprétée par Sandra Reemer pour les Pays-Bas et précédant Panagiá mou, panagiá mou interprétée par Maríza Koch pour la Grèce.
Strøm porte une robe dorée et des lunettes de soleil qu'elle enlève et remet plusieurs fois au cours de sa performance.
À la fin des votes, elle obtient sept points et finit dernière des dix-huit participants. C'est la quatrième fois que la Norvège est dernière, la deuxième pour Anne-Karine Strøm après The First Day of Love en 1974, elle est la seule artiste dans cette situation.

### Points attribués à la Norvège
| 12 points | 10 points  | 8 points   | 7 points | 6 points |
| --------- | ---------- | ---------- | -------- | -------- |
|           |            |            |          |          |
| 5 points  | 4 points   | 3 points   | 2 points | 1 point  |
|           | - Portugal | - Pays-Bas |          |          |